# Arceuthoium globosumgrandicaule
Arceuthoium globosumgrandicaule là một loài Magnoliopsida trong họ Viscaceae. Loài này được Hawkswood & Wein miêu tả khoa học đầu tiên năm 1977.
Đây là loài gây hại của các cây trong chi Pinus, phát triển phổ biến ở Honduras.